# On Stage - Live
On stage es un álbum en directo de The Exploited publicado en 1981.
El sonido del disco no es muy bueno, pero muestra a la banda repleta de energía.

## Lista de canciones
- "Cop Cars"
- "Crashed Out"
- "Dole Q"
- "Dogs Of War"
- "Army Life"
- "Out Of Control"
- "Ripper"
- "Fuck The Mods"
- "Exploited Barmy Army"
- "Royalty"
- "S.P.G."
- "Sex And Violence"
- "Punk's Not Dead"
- "I Believe In Anarchy"

## Personal
- Wattie Buchan - voz
- Big John Duncan - guitarra
- Gary McCormack - bajo
- Dru Stix - batería